# Ladislav Skopal
Ladislav Skopal (* 25. září 1958 Sokolov) je český politik, v letech 1996 až 2013 poslanec Poslanecké sněmovny za ČSSD.

## Profesní a osobní život
Vystudoval Vysokou školu zemědělskou v Brně obor provoz a ekonomika zemědělství. Pracoval pak v JZD Ivanovice na Hané a pak do roku 1989 působil v řídících pozicích (například v podniku ZZN Znojmo). Po dobu čtyř let byl pak ekonomickým ředitelem podniku Znojmia Znojmo a v období let 1993-1996 ředitelem Znojemského rozvojového fondu.
K roku 2008 je uváděn jako ženatý, má dva syny. Bydlí v obci Dobšice u Znojma, kde se angažuje v místním výboru Sokola.

## Veřejná činnost
Do roku 1989 byl členem KSČ. Do ČSSD vstoupil roku 1990.
Ve volbách v roce 1996 byl zvolen do poslanecké sněmovny za ČSSD (volební obvod Jihomoravský kraj). Mandát ve sněmovně obhájil ve volbách v roce 1998, volbách v roce 2002, volbách v roce 2006 a volbách v roce 2010. Byl členem a sněmovního zemědělského výboru (v letech 1998-2002 a od roku 2006 do současnosti jeho místopředseda, v letech 2002-2006 jeho předseda).
Dlouhodobě se angažoval v místní politice. Od roku 1993 byl zastupitelem obce Dobšice, kam byl opětovně zvolen v komunálních volbách roku 1994, komunálních volbách roku 1998, komunálních volbách roku 2002 a komunálních volbách roku 2006 za ČSSD. Neúspěšně do něj kandidoval až v komunálních volbách roku 2010.
V senátních volbách roku 2008 byl neúspěšným kandidátem ČSSD do Senátu za senátní obvod č. 54 - Znojmo. Získal necelých 17 % hlasů a nepostoupil do 2. kola.
Byl členem dozorčí rady Státního zemědělského intervenčního fondu. Od 1. srpna 2014 pracuje jako ekonomický náměstek fondu. Předtím působil též jako poradce jihomoravského hejtmana Michala Haška a ministra zemědělství Miroslava Tomana a asistent poslance Ladislava Velebného.